# Berendt Hus
Berendt Hus (* etwa 1630; † Februar 1676) war ein deutscher Orgelbauer.

## Leben und Werk
Hus wurde um 1630 geboren und stammte wahrscheinlich aus der Stadt Oldenburg oder dem Oldenburger Land, wo der Familienname häufig begegnete. Frühester Nachweis von Hus ist seine Tätigkeit 1650 in Langwarden, wo er zusammen mit seinem Lehrmeister Hermann Kröger ein zweimanualiges Werk schuf. Kurz nach dem Orgelneubau der Celler Stadtkirche St. Marien, wo er 1653 als Geselle Krögers am Prospekt arbeitete, machte Hus sich als Orgelbauer selbstständig. Im Jahr 1654 heiratete er in Oldenburg „Maria Fritzschen“ und erlangte das Bürgerrecht der Stadt. Taufen von vier Kindern sind zwischen 1656 und 1671 nachgewiesen. Als erste selbstständige Tätigkeit gilt der Neubau in Diepholz in den Jahren 1655–1656.
Seinen größten Bekanntheitsgrad erlangte Hus dadurch, dass er der Onkel und Lehrmeister des legendären Orgelbauers Arp Schnitger war. In den Jahren 1666 bis 1671 erlernte Schnitger bei Hus den Orgelbau. Zusammen mit ihm erweiterte er 1673–1675 die zweimanualige Hus-Orgel der Stadtkirche Glückstadt (1661–1666) um ein Brustwerk. Noch größer war Schnitgers Anteil an der berühmten Orgel von St. Cosmae et Damiani (Stade), die er nach dem Tod seines Lehrmeisters vollendete. Die Kröger/Hus-Orgel in Langwarden blieb vor tiefgreifenden Veränderungen bewahrt und ist noch weitgehend original erhalten (14 von 21 Registern). Schnitger baute 1704/05 kräftigere Mixturen und Zungenstimmen ein, die aber einer Umbaumaßnahme im 19. Jahrhundert zum Opfer fielen.
Insgesamt hat Berendt Hus acht neue Orgeln geschaffen und zusätzlich Umbauten und viele Reparaturarbeiten durchgeführt.

## Nachgewiesene Werke
| Jahr      | Ort           | Kirche                        | Bild           | Manuale | Register | Bemerkungen |
| --------- | ------------- | ----------------------------- | -------------- | ------- | -------- | --- |
| 1650      | Langwarden    | St. Laurentius                | Foto der Orgel | II/P    | 21       | Mitarbeit bei Hermann Kröger; Orgel weitgehend erhalten                                                                    |
| 1653      | Celle         | Stadtkirche St. Marien        | Foto der Orgel | III/P   | 35       | Mitarbeit am Prospekt, der erhalten ist; Pfeifenwerk von Rowan West rekonstruiert (heute III/P/49)                         |
| 1655–1656 | Diepholz      | Stadtkirche                   |                | II/P    | 16       | |
| 1658–1659 | Mariendrebber | St. Marien und Pankratius     |                | II/p    | 17       | 1857 durch Gebr. Haupt um ein selbstständiges Pedal erweitert (II/P/22)                                                    |
| 1658–1660 | Eckwarden     | St. Lamberti                  |                | II/p    |          | Überholung der Orgel |
| 1661–1665 | Glückstadt    | Stadtkirche Glückstadt        |                | II/P    | 27       | 1674–1675 durch Hus und Schnitger Erweiterung um ein Brustwerk; Prospekt in St. Nikolai (Burg auf Fehmarn) erhalten (Foto) |
| 1667      | Jade          | Trinitatiskirche              |                | I/p     | 11       | Zuschreibung |
| 1668–1673 | Stade         | St. Cosmae et Damiani (Stade) | Foto der Orgel | III/P   | 42       | Von Arp Schnitger vollendet; weitgehend erhalten → Orgel von St. Cosmae et Damiani (Stade)                                 |
| 1673      | Sandstedt     | Ev.-luth. Kirche              |                | II/P    | 16       | Prospekt erhalten (Pfeifenwerk von Gebr. Hillebrand, Alfred Führer)                                                        |
| 1673–1676 | Stade         | St. Wilhadi                   |                | III/P   | 45       | Von Arp Schnitger vollendet; 1724 verbrannt                                                                                |